# GSC2413-151
GSC2413-151 — хімічно пекулярна зоря спектрального класу B9, що має видиму зоряну величину в смузі V приблизно  9,5.

## Пекулярний хімічний вміст
Зоряна атмосфера GSC2413-151 має підвищений вміст 
Si
.